# Seznam opatů cisterciáckého kláštera ve Žďáru

Znak cisterciáckého řádu

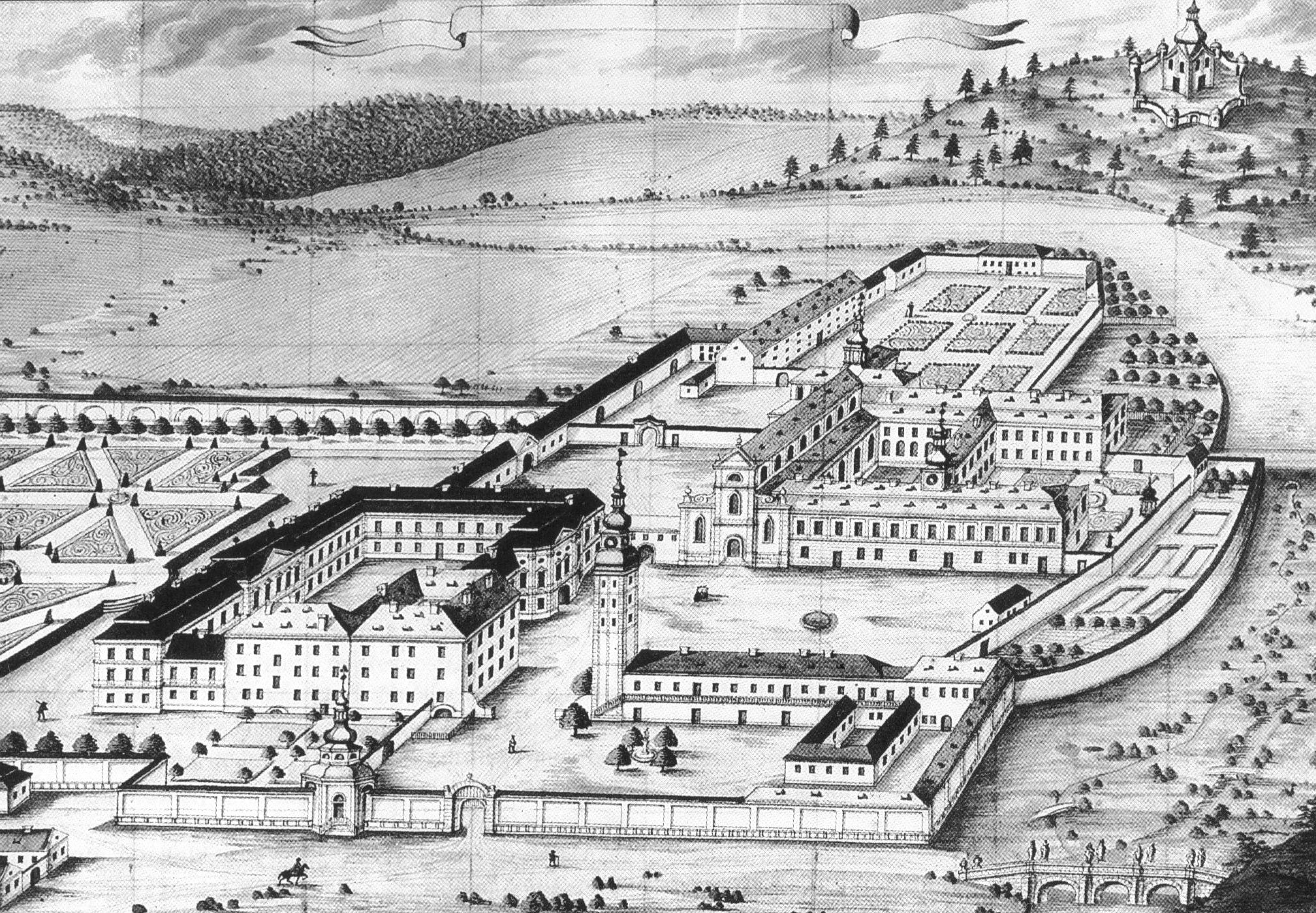
Stav žďárského kláštera v polovině 18. století: prelatura s rozsáhlou zahradou je barokně přestavěna a výrazně rozšířena, stejně jako kostel svaté Markéty u brány, barokní podobu má i věž a další budovy, vpravo nahoře je kostel svatého Jana Nepomuckého, mezi ním a klášterem je rozsáhlá plocha nového rybníka, vpravo dole nový barokní most.

Toto je úplný seznam opatů cisterciáckého kláštera ve Žďáru nad Sázavou. Žďárský klášter cisterciáků (dnešní zámek) má dlouhou a bohatou historii. V průběhu historie se v jeho čele vystřídalo mnoho opatů.  

## Od založení kláštera do jeho prvního zrušení (1614)
- 1252–1253 Bedřich z Nepomuku
- 1253–1255 Konrád I. z Nepomuku
- 1256–1259 Walthelm ze Sedlce
- 1259–1262 Jindřich I. z Nepomuku
- 1262–1276 Winrich z Valdsas
- 1276 Jan I. z Nepomuku
- 1276–1281 Jan II. Kaifáš (poprvé)
- 1281–1283 Jan III. z Nepomuku
- 1283–1286 Jan II. Kaifáš (podruhé)
- 1286–1289 Adam I. ze Sedlce u Kutné Hory
- 1289–1294 Jan IV. zv. Sasík
- 1294–1309 Arnold (ze Žďáru)
- 1309–1315 Mikuláš I.
- 1315–1325 Jindřich II.
- 1325–1327 Mikuláš II.
- 1327–1338 Konrád II.
- 1338–1341 Václav I.
- 1341–1345 Mikuláš III.
- 1345–1353 Hynek
- 1353–1357 Jan V.
- 1357–1361 Adam II.
- 1361–1375 Jan VI.
- 1375–1395 Mikuláš IV.
- 1396–1434 Jan VII. Dětřich, byl i světícím biskupem olomouckým a nakonec arcibiskupem magdeburským
- 1434–1439 Václav II.
- 1439–1449 Jan VIII.
- 1449–1460 Beneš I.
- 1462–1470 Jan IX.
- 1470–1488 Linhart Šťávka z Hodonic
- 1488–1520 Vít
- 1520–1521 Georg Melezzi z Heiligenkreuze
- 1521–1541 Ambrož
- 1541–1561 Václav III., byl i světícím biskupem olomouckým
- 1561–1562 Šimon
- 1562 Jan X. zv. Mecenáš
- 1563–1577 Štěpán
- 1578–1588 Havel zv. Kabelka
- 1588–1592 Tomáš
- 1594–1595 Ekard ze Schwoben
- 1596–1605 Antonín Wadinger (Vadianus)

## Po obnovení kláštera do jeho druhého zrušení (1639-1784)
V období od obnovení kláštera v roce 1639 do jeho zrušení v roce 1784 je doloženo celkem devět opatů. 
- 1639–1650 Jan Greifenfels z Pilsenburku
- po roce 1650 Jakob Martini ze Zbraslavi
- do roku 1666 Hilger Burghoff ze Sedlece
- 1666–1676 klášter administruje generální vikář cisterciáckého řádu
- 1676–1691 Benedikt Zaunmüller
- 1691–1705 Edmund Bagner (Wagner)
- 1705–1738 Václav Vejmluva
- 1738–1770 Bernard Hennet
- 1770–1782 Otto Logk z Netky
- 1782–1784 Otto Steinbach z Kranichštejna